# Cornelio Reyna
Cornelio Reyna Cisneros (Parras, Coahuila, México, 16 de septiembre de 1940-Ciudad de México, 22 de enero de 1997), más conocido como su nombre artístico Cornelio Reyna, fue un cantante, compositor, bajo sextista y actor mexicano. 
Grabó 60 discos de música ranchera y norteña. Fue la primera voz del grupo Los Relámpagos del Norte. Se le considera originario de la ciudad de Reynosa, Tamaulipas por su gran cariño que le tuvo a la ciudad y a que su carrera creció ahí. Participó en alrededor de 30 películas sobre la cultura popular mexicana.

## Infancia y juventud
Hijo de María Cisneros y Román Reyna Segovia, Reyna nació en una ranchería llamada Notillas, en el municipio de Parras, Coahuila en el norte de México. En su adolescencia, vivió en la ciudad de Monterrey, Nuevo León, y poco después, regresa a Reynosa, Tamaulipas, donde trabajó en una ladrillera.
En 1957, Cornelio formó, junto con Juan Peña, el "Dueto Carta Blanca”, frecuentando el Bar Cadillac, donde se daban cita muchos músicos de la región del norte de Tamaulipas y sur de Texas. De ahí salían a tocar a diferentes centros nocturnos de Reynosa, pero la inquietud de Cornelio era hacerlo profesionalmente, aprovechando su gran habilidad para ejecutar el bajo sexto.

## Los Relámpagos del Norte
En 1961, en el mismo Bar Cadillac, llegó un jovencito llamado Ramón Covarrubias (que se haría llamar Ramón Ayala)  a pedir trabajo como lustrador de zapatos. Con el tiempo, Ramón demostró sus habilidades para tocar magistralmente el acordeón; hasta que un día, cuando Juan estaba por abandonar el Dueto Carta Blanca, lo invitaron a integrarse y perfilarse como sustituto y nuevo compañero de Cornelio. Ya juntos, Ramón y Cornelio decidieron cambiar su nombre a Los Relámpagos del Norte, sobresaliendo Ramón con su acordeón y Cornelio con su bajo sexto, además, este último como compositor de muchos de los temas que tocaban.
El nuevo dueto recorrió las cantinas de Reynosa, hasta que en 1963, un representante de Bego Records les ofrece grabar su primer disco, del cual se desprendió el que sería su primer gran éxito: “Ya no llores”. De ahí, siguieron conquistando el norte de México y el Valle de Texas con canciones como: Hay ojitos, La tinta de mi sangre, Mi tesoro, Vida Truncada, Capullito de Rosa, entre muchas otras.
La peculiar voz de Cornelio y la rapidez con que Ramón ejecutaba el acordeón marcaron un nuevo estilo en la música norteña y sobre todo en la texana, en donde hasta la fecha siguen surgiendo grupos y solistas que toman como base el ritmo particular creado por los Relámpagos del Norte. Al salir de los Relámpagos, se unió con el Sr. Kiko Montalvo de Cadereyta, Nuevo León formando los Reyes del Norte y grabaron éxitos como: Mil Noches, Tu Traición, Me Caí de la Nube, Lágrimas de mi Barrio, Mil Besos, Si Tu Supieras, con el Mariachi Oro y Plata de México y como grupo Norteño, y en 1989, hicieron otro L.P. en Discos Musart en la Ciudad de México, y en 1997 con mariachi el cual terminó su hijo Cornelio Reyna Jr. y Kiko Montalvo debido a la muerte del Sr. Cornelio Reyna.

## Carrera como solista
En 1971, Cornelio y Ramón deciden separarse y continuar cada quien por su camino. Cornelio se trasladó a la Ciudad de México, grabando un LP con mariachi, concretando uno de sus mayores proyectos. La aceptación del público fue mayor a la esperada por Cornelio, pues su canción “Me caí de la nube”, le representó grandes ventas y contratos de presentaciones tanto en México, como en la Unión Americana, Centroamérica y Sudamérica.  Posteriormente, comenzó a combinar su próspera carrera musical con el cine, en donde actuaba e interpretaba las canciones que él mismo creaba, tales como: Lágrimas de mi barrio, Me sacaron del Tenampa, Me caíste del cielo, entre otras. 
Cornelio grabó 60 discos y participó en alrededor de 30 películas, todas con temas de sus canciones, bajo la producción y dirección de Rubén Galindo. Alcanzó la plenitud del éxito con mariachi, pero su cariño por la música Norteña hizo que alternara sus grabaciones entre estos dos géneros.
La fuerte competencia y el surgimiento de otros grandes cantantes en el terreno de la música vernácula hizo mermar su fama. No le fue posible competir y ganarse un lugar ante gigantes del Mariachi como Vicente Fernández y Antonio Aguilar.
Durante toda su vida mantuvo contacto con su compañero de la juventud, Ramón Ayala, quien había integrado el grupo “Los Bravos del Norte”, y no fueron pocas las ocasiones en que Cornelio aparecía en el escenario para volver a cantar junto a Ramón los éxitos de los desaparecidos Relámpagos del Norte. 
La última gira que realizó fue en 1996, presentándose en varias ciudades de los Estados Unidos durante 6 meses: desde junio hasta el 24 de diciembre del mismo año, a menos de un mes de su muerte.

## Muerte
Reyna murió el 22 de enero de 1997 en la Ciudad de México, a causa de una complicación en una úlcera estomacal, sus restos fueron trasladados a la Plaza Garibaldi, en donde se le rindió un homenaje. Posteriormente, sus restos fueron llevados a Reynosa, Tamaulipas, en donde una multitud lo esperaba con profundo dolor, pues Cornelio aún era joven, y aunque su proyección ya no era la misma de unos años atrás, en la región sur de Texas y noreste de México seguía contando con un gran número de seguidores.

## Filmografía
- La esperanza de los pobres (1983)
- Las sobrinas del diablo (1983)
- Contrabando por amor (1980)
- El ladrón fenómeno (1980)
- El norteño enamorado (1979)
- De Cocula es el mariachi (1978)
- El llanto de los pobres (1978)
- El andariego (1978)
- México de mis Amores (1976)
- Yo y mi mariachi (1976)
- Guadalajara es México (1975)
- Soy chicano y mexicano (1975)
- El hijo de los pobres (1975)
- Me caiste del cielo (1975)
- Me cai de la nube (1974)
- Lágrimas de mi barrio (1973)
- La yegua colorada (1973)
- Valente Quintero (1973)
- La venganza de Gabino Barrera (1971)
- La captura de Gabino Barrera (1970)
- El ojo de vidrio (1969)

## Temas destacados
Algunos de sus temas que han trascendido el tiempo como éxitos son: Me Sacaron del Tenampa, Mi Tesoro, Mándale una Carta, Me Caí de la Nube, Me Caíste del Cielo, Te vas Ángel Mío, La Grandeza que te Di, Si no me Cumples, Estoy Loco, Triste y Viejo, Rey Pobre, El Columpio, entre muchos otros.
La inspiración de Cornelio ha sido remembrada por muchos artistas mexicanos y texanos, entre los que podemos contar a Michael Salgado, La Mafia, Los Bravos del Norte, Emilio Navaira, Salomón Robles, y muchos más.
En 2009, el grupo Intocable grabó el disco Classic, que contiene en su mayoría canciones compuestas por Cornelio Reyna.

## Reconocimientos
A través de 30 años de carrera, recibió múltiples trofeos y reconocimientos, el último que recibió en vida fue el “U got it award” concedido por el famoso programa de música texana “The Johnny Canales Show”.
Cornelio Reyna ha sido objeto de una serie de homenajes en su ciudad adoptiva, Reynosa, Tamaulipas. En la Ciudad de México, se ha develado una efigie en la Plaza Garibaldi gracias al esfuerzo de sus amigos y compañeros de la música. Como reconocimiento por parte del Gobierno de Estado de Tamaulipas una calle de Reynosa lleva su nombre desde 1997. También se le han hecho reconocimientos en el Estado de Coahuila, su lugar de origen. 
El 7 de mayo de 1997, en el Senado del Estado de Texas de los Estados Unidos de América, se instituye un día de duelo por su fallecimiento. (Resolución 657 del Senado en memoria de Cornelio Reyna). Ingresa al “Salón de la fama” en 1998, en la ciudad de San Antonio, Texas.
Sin embargo, el galardón más valioso será el cariño de la gente que a través de sus canciones lo mantiene vivo en sus corazones.

## Vida personal
Reyna se casó cuatro veces: Con Maria Luna (†) con quien procreó dos hijos, Victor Cornelio Reyna y Faustino. Con Irene Gutiérrez procreó a Alberto (Cornelio Reyna Jr. †) y Marisol. Con Mercedes Castro, artista y famosa cantante de ranchero. Su última esposa con quien compartió los últimos 23 años de su vida, Dolores Jacinto, a quien cariñosamente llamaba "Marita" Reyna.